# Mannsmack
Die Mannsmack war ein Feldmaß im Kanton Graubünden in der Schweiz. Mit diesem Maß wurden Wiesen vermessen.
Zwei verschiedene Werte kennzeichneten das Maß: ein altes und ein neues Maß.
Als altes Maß war 
- 1 Mannsmack =  600 Quadratklafter = 1944 Quadratmeter

Die neue Mannsmack war
- 1 Mannsmack = 800 Quadratklafter = 2592 Quadratmeter